# Bolken
Bolken es una comuna suiza del cantón de Soleura, situada en el distrito de Wasseramt. Limita al norte con la comuna de Inkwil (BE), al este con Niederönz (BE), al sur con Aeschi, y al occidente con Etziken y Subingen.

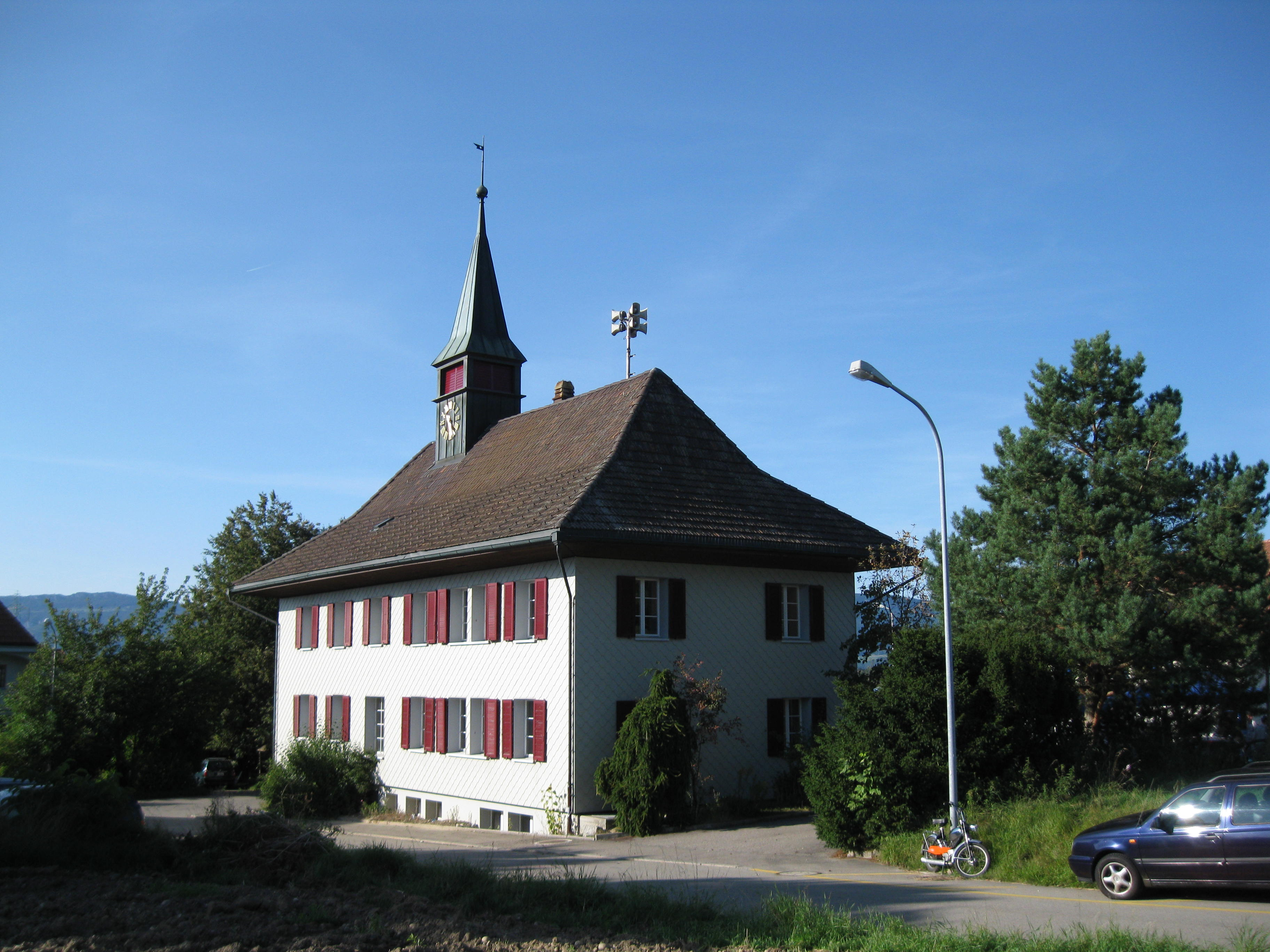
Escuela de Bolken.